# 塔葬
塔葬是藏族的葬仪风俗之一，是藏族中最为高贵、最高待遇与最高规格的一种葬式，其又称灵塔葬。當高僧祖古（俗稱活佛）圓寂後，把遺體內臟經口或肛門取出，再以香料處理，然後根據地位供奉於金、銀、銅、木或泥製的灵塔（གདུང་རྟེན）內。
五世至十三世達賴喇嘛的靈塔在布達拉宮。五世到九世班禪喇嘛的靈塔原在扎什倫布寺，文革中被毀，遺骨遭紅衛兵肢解遺棄，後被奉教的藏人找回。20世紀80年代，十世班禪喇嘛將五人殘骨合葬靈塔，重新供奉在扎什倫布寺。